# Keiun
Keiun (japanisch 慶雲) ist eine japanische Ära (Nengō) von  Juni 704 bis Februar 708 nach dem gregorianischen Kalender. Der vorhergehende Äraname ist Taihō, die nachfolgende Ära heißt Wadō. Die Ära fällt in die Regierungszeit des Kaisers (Tennō) Mommu. 
Der erste Tag der Keiun-Ära entspricht dem 16. Juni 704, der letzte Tag war der 6. Februar 708. Die Keiun-Ära dauerte fünf Jahre oder 1331 Tage.

## Ereignisse
- 705 Errichtung des Nishiyama Onsen Keiunkan, der vermutlich ältesten Onsen-Herberge
- 707 Kaiserin Gemmei wird inthroniert